# Bartholomæusnatten
Bartholomæusnatten (Blodbrylluppet i Paris) er betegnelsen for den massakre på huguenotterne, der foregik i Paris natten mellem 24. og 25. august (Sankt Bartholomæus dag) 1572.
Samtiden troede, at en blodig udryddelse af protestanterne i Frankrig i flere år havde været den hemmelige plan, der lå bag Katharina af Medicis politik, og endnu i 1800-tallet har man søgt at bevise, at planen allerede blev aftalt på mødet med Fernando Alvarez de Toledo Alba i Bayonne i 1565; det er imidlertid ikke rigtigt, for tanken om blodbadet er kun et døgn ældre end selve begivenheden.
Katharina havde kun villet rydde Gaspard de Coligny af vejen, da hans indflydelse på kong Karl 9. truede med at sætte hende uden for indflydelse. Et attentat mod ham den 22. august mislykkedes, og dronningen frygtede huguenotternes hævn. De var talrigt forsamlede i Paris i anledning af Henrik af Navarras bryllup med Margarete af Valois.
Hun og hendes søn Henrik af Anjou forstod at indgyde den svage konge en sådan skræk, at han gik ind på at lade ikke blot Coligny, men alle huguenotterne dræbe, og i hast blev alle forberedelser truffet. De fanatiske pariserborgere kaldtes til våben. Guiserne stillede sig i spidsen, og natten mellem 23. og 24. august blev først Coligny dræbt og siden en mængde huguenotter, sikkert over 2000.
Til provinserne udgik ordre om at følge det givne eksempel, og over 20.000 huguenotter omkom i de følgende fire uger. Denne rædselsdåd, der fejredes ved kirkefester i Rom og Madrid, havde dog langtfra den formodede virkning; snart rejste huguenotterne sig alle vegne til energisk modstand.